# خردنمایی
خُردنمایی در ادبیات، متضاد اغراق است و حالتی را بیان می‌کند که در آن پدیده‌ای مهم، کوچک نشان داده شود. در مواردی خود نویسنده یا فردی مهم را خفیف، خوار و نامهم جلوه داده می‌شود.
مثلاً در ادبیات فارسی، در مجموعهٔ طنز چرند و پرند از علی اکبر دهخدا، راوی به تبعیت از این روشِ طنز، بارها خود را «سگ روسیاه»، «بی‌عقل»، «بی‌شعور»، «دیوانه»، «احمق» و «حیوان بی‌زبان خدا» و غیره می‌خواند.